# Arvid Carlsson
Arvid Carlsson (Upsala, 25 de enero de 1923-Gotemburgo, 29 de junio de 2018) fue un médico, neurocientífico, farmacólogo, farmacéutico y profesor universitario sueco. Se doctoró en medicina en la Universidad de Lund y desde 1959 hasta 1988 fue catedrático de farmacología de la Universidad de Gotemburgo, Suecia. Fue profesor emérito de esa universidad hasta su muerte.
Recibió el Premio Nobel de Fisiología o Medicina en 2000 por sus investigaciones sobre la dopamina.
En sus estudios describe la forma en que la dopamina se distribuye en las distintas regiones del cerebro, sobre todo en los ganglios basales y su relación con el movimiento. A partir de este hallazgo estudia la eficacia de la L-dopa, (Levodopa) cuya aplicación en el tratamiento de enfermedades como el Parkinson ha sido fundamental.
Además del Premio Nobel, sus trabajos han sido reconocidos por otros galardones como el premio Björk de la Universidad de Upsala, en 1981, el premio Paul Hoch de la Asociación Americana de la Enfermedad de Parkinson, en 1980, y el Premio Japón en 1994.
El premio Nobel fue compartido con Paul Greengard y Eric Kandel.

## Biografía
Carlsson nació en Uppsala, Suecia, hijo de Gottfrid Carlsson, un historiador y profesor de historia desde 1925 en the Lund University, donde inició su educación médica en 1941. En 1944 participó en la tarea de examinar a los prisioneros de los campos de concentración de la Alemania Nazi quién el aristócrata sueco Folke Bernadotte había logrado traer a Suecia, país que fue neutral durante la Segunda Guerra Mundial. La educación de Carlsson estuvo interrumpida varios años para realizar el servicio en las fuerzas armadas suecas. En 1951, recibió su grado M.L. y después su M.D. Comenzó como profesor en la Universidad de Lund. Y en 1959 profesor en la Universidad de Gotenburgo.
En 1957 Kathleen Montagu tuvo éxito al demostrar la presencia de dopamina en el cerebro humano. Más tarde en ese mismo año, Carlsson también demostró que la dopamina era un neurotransmisor cerebral y no solo el precursor de la norepinefrina. Desarrolló un método para medir la acumulación de dopamina en los tejidos cerebrales. Encontró que los niveles de la dopamina en los ganglios basales, una área cerebral importante para el movimiento, era muy alta. Demostró que cuando a los animales se les suministraba reserpina causaba una disminución en los niveles de concentración de la dopamina y una pérdida del control de los movimientos. Estos efectos fueron similares a los síntomas de la enfermedad de Parkinson. La administración a estos animales de L-Dopa (Levodopa) que es un precursor de la dopamina, puede mejorar estos síntomas. Estos hallazgos encontrados por otros médicos, iniciaron tratamiento a pacientes con enfermedad de Parkinson mediante el uso de L-Dopa, encontrando que estos síntomas mejoraban en las etapas tempranas de la enfermedad. La L-Dopa es todavía la base de tratamiento común para tratamiento de la enfermedad de Parkinson.
Mientras trabajaba en Astra AB, Carlsson y sus colegas fueron capaces de derivar el primer inhibidor comercial de la recaptación de serotonina, zimelidina de la bromfeniramina. La zimelidina precede tanto a la fluoxetina (Prozac) y a fluvoxamina como el primer SSRI, pero más tarde retirado debido a raros casos del síndrome de Guillaín-Barré.
Carlsson se opuso a la fluoridificación del agua. Tenía un oponente vocal de homeopatía y trabajó en la prevención de preparaciones homeopáticas en su clasificación como medicamento en Suecia.
Carlsson era todavía un activo investigador y vocero con cerca de 90 años, y junto a su hija Lena, trabajaron en OSU6162, un estabilizador de la dopamina aliviando los síntomas de la fatiga del accidente vascular cerebral.